# Harpactea azowensis
Harpactea azowensis este o specie de păianjeni din genul Harpactea, familia Dysderidae, descrisă de Charitonov, 1956.
Este endemică în Ucraina. Conform Catalogue of Life specia Harpactea azowensis nu are subspecii cunoscute.